# Sporco week-end
Sporco week-end (Dirty weekend) è il romanzo d'esordio di Helen Zahavi, scrittrice di origini polacche.
Il romanzo è stato pubblicato nel 1991 in lingua originale e nel 1992 in Italia da Ugo Guanda Editore.
Michael Winner ne ha tratto il film "Uno sporco weekend" (1993).

## Trama
Bella è una ragazza che vive in un misero seminterrato di Brighton, si trascura e vive passivamente, accetta di sottomettersi alla vita ed in particolare agli uomini. Un giorno riceve delle minacce sessuali da uno sconosciuto che, al telefono, dice di osservarla attraverso la finestra. È l'inizio di un week-end, quello in cui Bella deciderà di cambiare il corso della propria vita e di reagire ai soprusi degli uomini che vogliono approfittare della sua debolezza.